# TWiki
TWiki es un Wiki. TWiki permite el desarrollo de aplicaciones web basadas en formularios sin necesidad de programación así como control de acceso sofisticado opcional. Soporta también variables de configuración, búsquedas, anexos de archivos, etc.
La interfaz de aplicación para extensiones es utilizada por más de cien extensiones disponibles para acceso a bases de datos, diagramas, ordenamiento de tablas, hojas de cálculo, dibujos, seguimiento de proyectos y muchas otras posibilidades. 
El aspecto de TWiki se parametriza con cambios de piel. Además, incluye soporte para internacionalización y juego de caracteres UTF-8.
Twiki está escrito en Perl y es distribuido con licencia GPL, utiliza notación acamellada para los títulos.